# Römerbrücke Willowford

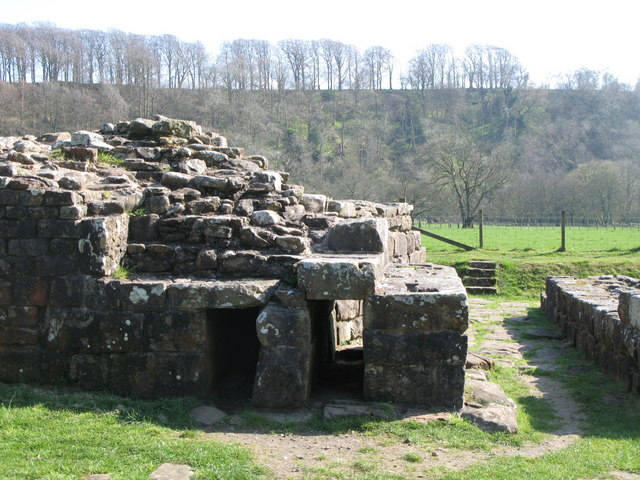
Östliches Widerlager der Willowford-Brücke mit den nördlichen Einlässen der beiden Flutkanäle

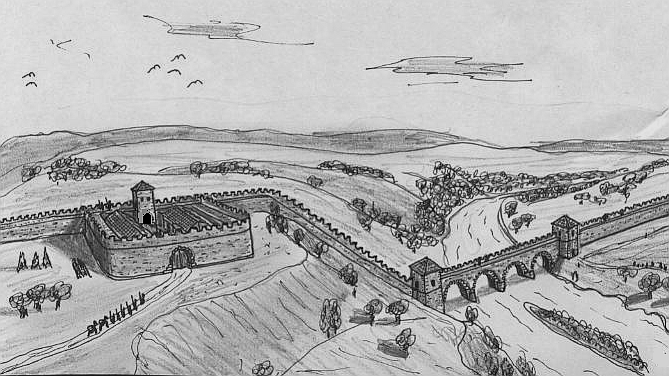
Rekonstruktionsversuch des Meilenkastells 49 und der Wallbrücke über den Irthing, Blick aus SW

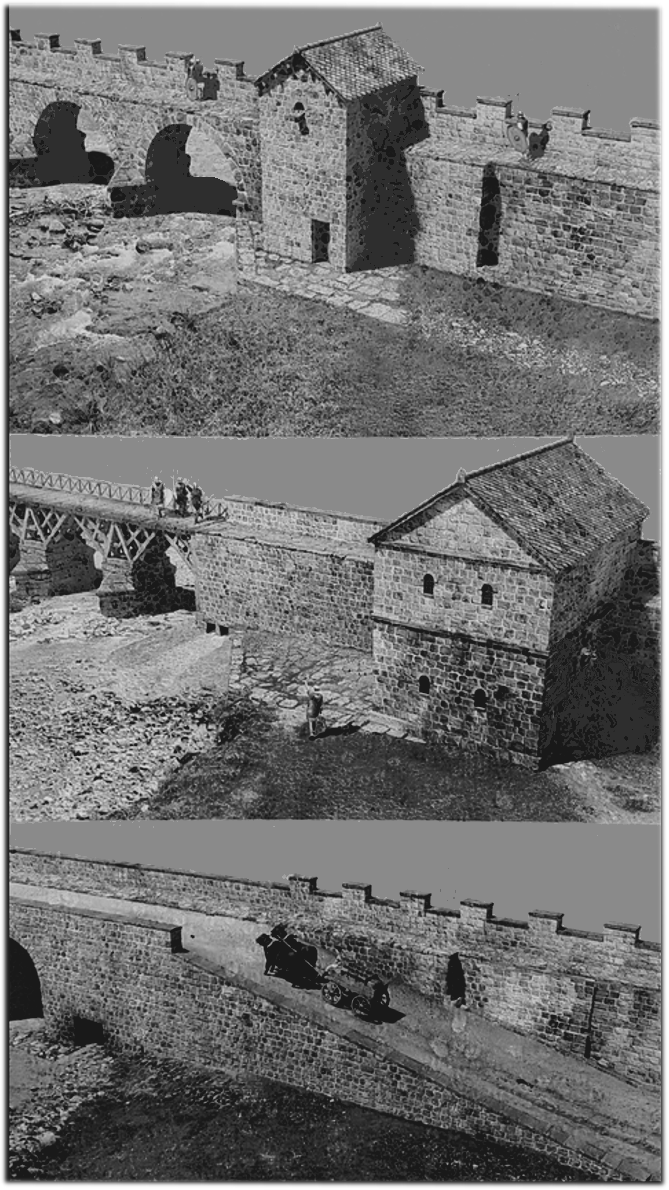
Bauphasen I–III des östlichen Widerlagers

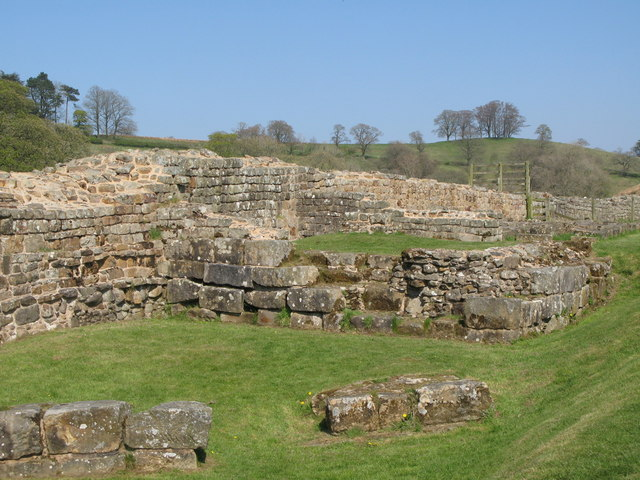
Turmbau der Brücke II

Die Römerbrücke Willowford war Bestandteil des Hadrianswalls westlich der Ortschaft Gilsland, Grafschaft Northumberland, in England. Sie liegt in unmittelbarer Nähe des Kastells Birdoswald (Banna).
Von der mehrphasigen Wallbrücke sind heute noch die Überreste des östlichen Widerlagers am Ufer des Irthing zu sehen. Sein Areal ist heute verlandet, da sich das Flussbett im Laufe der Zeit weiter nach Westen verlagert hat. Früher war sie nicht direkt vom Kastellgelände aus zugänglich. Seit 1996 kann man sie über eine Fußgängerbrücke erreichen, die von Soldaten der Royal-Air-Force errichtet wurde. Eine Informationstafel vor Ort zeigt, wie die östlichen Widerlager der Brücken in der Römerzeit ausgesehen haben könnten. Außer den Überresten der Brücke kann man dort auch noch einen sehr gut erhaltenen Wallabschnitt sehen und danach das Kastell Birdoswald besuchen.

## Forschungsgeschichte
Die Ausgrabungen im 20. Jahrhundert deckten zwei Turmbauten und die Grundmauern des östlichen Widerlagers auf, die alle Bauphasen der Brücke repräsentieren. Die Baugeschichte gestaltete sich ähnlich wie die der Wallbrücke über den North Tyne beim Kastell Chesters (Cilurnum). Die Fundamente der zwei Brückenpfeiler liegen heute unter dem östlichen Flussufer begraben. Insgesamt konnten drei Bauphasen nachgewiesen werden.

## Brücke I
Die Brücke I wurde 122–128 vollkommen in Stein errichtet. Das östliche Widerlager wurde im Norden und im Süden durch nach NO und SW verlaufenden Kaimauern vor Unterspülung geschützt. Im Osten – und vermutlich auch im Westen – stand ein Wachturm, der den Aufgang zur Brücke sicherte. Sie war ungefähr so breit wie der Wehrgang des Hadrianswalls (drei Meter). Die Brücke stand auf drei Steinbögen mit dreieckigen Strombrechern an beiden Seiten. Die Steinblöcke des Mauerwerks waren durch eiserne Klammern miteinander verbunden. Vermutlich fiel sie zwischen 160 und 180 einem Hochwasser zum Opfer. Die Ergebnisse der Ausgrabungen im Flusstal lassen annehmen, dass das Wasser in römischer Zeit hauptsächlich durch einen künstlich angelegten Kanal geleitet wurde.

## Brücke II
Die Brücke II war nicht wesentlich breiter als ihre Vorgängerin. Unter dem östlichen Widerlager wurden zwei Flutkanäle, um dessen Unterspülung bei Hochwasser zu verhindern, und ein Wasserkanal eingebaut. Vielleicht diente er zum Antrieb einer Getreidemühle. Der östliche Brückenturm wurde weiter nach Osten versetzt und nach Süden hin vergrößert. Teilweise wurde dazu das Mauerwerk des ersten Turms wiederverwendet. Auch der Wehrgang vor dem Turm wurde etwas verbreitert. Die zwei davorliegenden Brückenbögen wurden nicht wieder aufgebaut, sondern die Lücke nur provisorisch mit einer Hilfskonstruktion aus Holz begehbar gemacht. Nördlich des Walls wurde eine große steinerne Plattform angelegt, die wohl das dort weiche und sandige Ufer besser abstützen sollte. Brücke II dürfte bis ins frühe 3. Jahrhundert in Funktion gewesen sein.

## Brücke III
Die Brücke III war die erste richtige Straßenbrücke, sie entstand im Zuge des Ausbaus der Wallstraße in frühseverischer Zeit. Die Straße lief über eine Stein-Erdrampe auf die nun mehr als doppelt so breite Brücke. Für deren Anlage mussten der Turm entfernt und das Widerlager nach Süden hin verbreitert werden. Dabei wurde einer der Flutkanäle blockiert. Im Zuge der Verbreiterung der Brücke wurden auch die beiden Steinbögen wieder aufgebaut.